# اویلر-سانتا-کوا
اویلر-سانتا-کوا (به فرانسوی: Avillers-Sainte-Croix) یک کمون در فرانسه است که در canton of Fresnes-en-Woëvre واقع شده‌است. اویلر-سانتا-کوا ۵٫۵ کیلومتر مربع مساحت دارد ۲۰۳ متر بالاتر از سطح دریا واقع شده‌است.